# أوبري دان
أوبري دان هو رائد كندي، ولد في 4 أكتوبر 1963.